# 性別比
性別比（英語：Sex ratio），在生物學中又稱性比，是指族群中雄性（男性）對雌性（女性）的比率。在人类中，出生男女的性别比大约为105:100。

## 類型
性別比有以下幾個種類：
- 第一性別比：指懷孕時的性別比
- 第二性別比：指新生嬰兒的性別比
- 第三性別比：指所有成熟個體（此指出生後至死亡）的性別比[2]

## 人類以外生物的性別比

### 人為控制
人類可能會無意間影響其他生物的性別比、或是會出於某些理由刻意控制某種生物的性別比。